# Birley with Upper Hill
Birley with Upper Hill est une paroisse civile du Herefordshire, en Angleterre.